# 坂野仁
坂野 仁（さかの ひとし、1947年 - ）は、日本の生命科学研究者、神経生物学者、分子生物学者、免疫学者。理学博士。東京大学名誉教授。福井大学特命教授。

## 経歴
福井県の商人の家に生まれる。文筆家を志したこともあったが、大病を経て、研究者の進路を選ぶ。京都大学の小関治男研究室の志村令郎准教授の下でRNAのプロセシングの研究を行い、博士号を取得する。海外に渡り、利根川進研究室でのちにノーベル賞の受賞対象となるV(D)J遺伝子再構成の分子機構の解明を行う。カリフォルニア大学バークレー校教授を勤めた後、帰国し、東京大学で嗅覚神経を扱う神経生物学の研究室を主宰する。1000個もある嗅覚受容体の中から一つだけが嗅覚神経で選択的に発現されるという「1神経・1受容体」ルールの解明や、嗅覚神経が嗅球へ秩序だって投射する機構の解明などを行った。東京大学を退職後、福井大学特命教授となる。

## 略歴
- 1971年 - 京都大学理学部卒業
- 1976年 - 京都大学大学院理学研究科修了（理学博士）
- 1976年 - カリフォルニア大学サンディエゴ校研究員
- 1978年 - スイス・バーゼル免疫学研究所研究員（利根川進研究室）
- 1982年 - カリフォルニア大学バークレー校助教授
- 1992年 - カリフォルニア大学バークレー校教授
- 1994年 - 東京大学大学院理学系研究科教授
- 2013年 - 福井大学学術研究院医学系部門医学領域特命教授

## 受賞・栄誉
- 1996年 日産科学賞
- 2012年 東レ科学技術賞
- 2013年 武田医学賞
- 2013年 持田記念学術賞、内藤記念科学振興賞
- 2014年 紫綬褒章受章[8]。
- 2021年 瑞宝中綬章受章[9][10]。
- 2023年 時実利彦記念賞

## 逸話・語録
- 大学院生の頃、毎週届く一流誌の論文を誰よりも先に読んで優越感に浸り、研究の最先端に居るような気になっていた。あるとき小関治男に「君、何でもちょっとずつよう知ってるね」と言われ、非常に傷ついた。それを契機に、自分でアイディアを考えることが重要だと気づきそれに専念する事にした。新しい実験計画を色々と考え、既に論文になっている事に気付いてがっかりし、また別のことを考える、という日々を続けた。そのうち次第に、5年後にはこういうテーマで世界の一線の研究が動いているはずだというところまでたどりつくようになった[1]。
- 「自分はこれを解きたいと考えて問いを立てる。そこまでは人の知恵ですね。しかしそこから出てくる結果については我々の予測と知恵を越えた問題で、だからこそ発見が有るのです。」[1]
- 「教授が反対したくらいで引っ込めるようなアイデアなら、やめときな」[4]
- 「そもそも他人の目なんか気にしていたらサイエンスはできません。他人がほめようがけなそうが、そんなもの自分の研究には何の助けにもならないと悟って欲しいものです。自分にとって一番怖いもの、即ち自分をだめにするのは自分自身であると私はいつも思っています。」[1]
- 「かつて進化論や地動説が我々の世界観を大きく変えたように、心の中に生じる様々な葛藤がどのようにして生じるのかを一人ひとりが理解できるようになれば、我々の自分に対する認識も大きく変わってくると思うのです。こうしてヒトがより自由な内面世界に生き、客観的な立場で自分を考えるようになるとすれば、それも科学の人間社会に対する大きな貢献といえるのではないでしょうか。」[1]
- 「脳のはたらきを研究する時に思うのは、意識、記憶、情念などという言葉に一対一で対応する実体が何であるかがよくわからないということです。昔、学生時代に岡田節人先生が言われた、『生物学において、人間の目に面白く映る現象が重要な原理に一対一で対応しているという保証はない』という言葉は至言ですよ。」[1]
- 「たまたま利根川進先生がサンディエゴに立ち寄る機会があり、会って話をしてみると、噂に反してとてもチャーミングな人でした。」[1]
- 「当然学生さん達は、次にはさらにフィードバック制御の詳細を調べるのだと思っていたようです。しかし私は、『その研究は遺伝子発現の問題であって神経科学ではない。詳細に関しては君たちが独立してからゆっくりやればいい』と言ったんです。・・・当時私は研究室のみんなに、『1糸球・1受容体ルールを支える分子機構、即ちOR分子の種類に基づく軸索投射の謎を解くこと以外に興味はない。これが解けなければ先に行けないし、これで負けたら先がない』と宣言しました。常に、解くべき問題が何であるかを明確に示すのがボスの大事な役目です。」[1]
- サンディエゴ校研究員時代、ボスと大喧嘩して「このラボから学ぶものは何も無い！」と啖呵を切って追い出された[11]。
- カリフォルニア大学バークレー校においては、研究室に夜の9時頃来て朝の5時頃帰るという昼夜逆転の生活をしていた[12]。
- 「（小関治男の話が）東洋の文化はその曖昧さゆえに生物現象をより正確にとらえる事ができるのではないかといった議論だったように思うが、21世紀にその様な生物学の花開く事を期待したい」[13]